# Euphorbiales
Euphorbiales é uma ordem das angiospérmicas (plantas com flor), já não reconhecida pelos sistemas de classificação mais recentes.
Sistemas de classificação mais recentes, incluindo os do Angiosperm Phylogeny Group, junta a ordem das Euphorbiales com a ordem das Malpighiales.

## Famílias
- Buxaceae (buxo) - 2 géneros
- Daphniphyllaceae - 1 género, Daphniphyllum, 35 espécies.
- Euphorbiaceae (euforbiáceas) - 71 géneros, incluindo a mandioca, mamona e  Poinsétia.
- Pandaceae - 4 géneros, 28 espécies..
- Simmondsiaceae ( jojoba) - 1 género

A família Aextoxicaceae, que faz parte da ordem das Euphorbiales em sistemas de classificação antigos, está inserida na ordem das Berberidopsidales em sistemas recentes.